# Eucryphycus
Eucryphycus is een monotypisch geslacht van straalvinnige vissen uit de familie van puitalen (familie) (Zoarcidae).

## Soort
- Eucryphycus californicus (Starks & Mann, 1911)